# Ернст Людвіг Кірхнер
Кі́рхнер Е́рнст Лю́двіг (нім. Ernst Ludwig Kirchner; 6 травня 1880, Ашаффенбург — 15 червня 1938, Фрауенкирх-Вільдбоден біля Давоса, Швейцарія) — німецький художник, експресіоніст.
Був лідером групи «Міст» в Дрездені з 1905 і в Берліні з 1911.

## Біографія
По закінченню навчання, поміж іншим в Debschitz-Schule в Мюнхені у 1903—1904 роках, Кірхнер у 1905 році разом з Еріхом Геккелем, Фрицом Блейлем(Fritz Bleyl) та Карлом Шмідт-Ротлуфом стає членом дрезденського художнього об'єднання «Міст» (Die Brücke). В цей час він, з художника, який заходився під впливом імпресіонізму, розвивається в експресіоніста. В цей ранній творчий період Кірхнер малював насамперед акти, портрети, циркові та театральні сцени. В його дрезденських роботах, включаючи живопис і різьблення по дереву, відчувається вплив африканського і середньовічного мистецтва.
По 1911 рік він живе у Дрездені, та через брак успіху врешті переїздить до Берліна. Тут він знайомиться зі своєю новою супутницею життя Ерною Шиллінг (Erna Schilling). У Берліні на перших порах йому велося не набагато краще. Та в його картинах помітна зміна. Округлі форми стають гострими, кутястими, штрихи набагато нервовішими, кольори втрачають яскравість, поступово перетворюючись на мертвотно-бліді. Він починає малювати вуличні сценки. Сьогодні саме ці картини Кірхнера користуються найбільшим попитом на художньому ринку. Під час свого перебування на острові Fehmarn Кірхнер створює багато картин, що зображують узбережжя острова, наприклад у місцевості Staberhuk.
У 1913 році Кірхнер створює хроніку «Мосту», в якій він занадто сильно наголошує на своїй ролі в об'єднанні. Розпочинається сварка з іншими позосталими членами, внаслідок якої Кірхнер покидає групу. Це спричинило остаточний розпад об'єднання.
На початку Першої Світової війни художник зголошується добровольцем і стає водієм артилерійського полку. Навесні 1915 року художника як рекрута посилають до Галле(Halle (Saale). Лише декілька місяців йому вдається витримувати муштру, потім він отримує відпустку та нервовий зрив. Кірхнер впадає в залежність від медикаментів (спочатку це веронал, пізніше морфій). Він лікується у Німеччині у лікарів-психологів, але без помітного успіху. Перші перебування у санаторіях художника, який не має власних засобів, фінансуються тими небагатьма музейними працівниками та збирачами творів мистецтва, що звернули увагу на його творчість (Ernst Gosebruch, Karl Ernst Osthaus, Botho Graef, Carl Hagemann).
У 1917 році він переїздить до Швейцарії, до околиці Давосу. В той час як він, страждаючи від проявів паралічу, вже не має надії колись знову змогти малювати, у Берліні його вірна супутниця Ерна, шляхом активних продаж, закладає підвалини його успіху та майбутньої фінансової незалежності. У Давосі ним опікується доктор Луїс Шпенґлер (Dr. Lucius Spengler) та, особливо, дружина Шпенглера Гелене. Невблаганній твердості лікаря та власній залізній волі завдячує Кірхнер тим, що у 1921 р. він позбавляється медикаментозної залежності. Це стало початком відносно стабільної, з огляду на стан здоров'я, фази в житті художника.
В цей період, що позначається відлюдкуватістю та депресіями художника, він створює багато ландшафтів. Тільки зрідка Кірхнер навідується на батьківщину. Тим часом його мистецтво дістає міжнародне визнання. Живописний стиль Кірхнера робиться, починаючи від 1925 року все більш площинним, наприкінці двадцятих років художник розвиває дуже особистий, весь час предметний, але сильно абстрагований стиль. Заплановане замовлення на великий настінний живопис у Музеї Фолькванг (Museum Folkwang) в Ессені плідно позначився на його пізній творчості, хоча, на жаль, зірвався через людські розбіжності між замовником Ернстом Ґозебрухом (Ernst Gosebruch) та художником. В останні роки життя Кірхнера виникають менш абстраговані, але сильно позначені проблематикою світло-тіні, конструктивно-предметні композиції.
Після приходу до влади націонал-соціалістів в Німеччині було вилучено з музеїв та конфісковано 639 твори Кірхнера. Деякі твори художника були показані на глумливій виставці «Звиродніле мистецтво» («Entartete Kunst»). (деякі з цих творів були потім показані в рамах виставок documenta 1 (1955), documenta II (1959) та documenta III 1964 у Касселі.)
До недавнього часу в літературі про Кірхнера побутувала думка, що художник покінчив з життям 15 червня 1938 у Давосі вистріливши у серце, через те, що він був враженим висміюванням над його творами в Німеччині. Тим часом з його листування художника з його лікарем доктором Фредериком Бауером (Dr. Frédéric Bauer) стало відомо, що починаючи від 1932 року Кірхнер знову був залежний від морфію. Можливо, самогубство художника мало зв'язок з різким зниженням дози морфію в 1938 році.

## Галерея робіт
|                    |
| Сидяча жінка, 1907 |

|               |
| Таверна, 1909 |

|                        |
| Голі граючі люди, 1910 |

|                     |
| Портрет жінки, 1911 |

|                       |
| Nollendorfplatz, 1912 |

|                                |
| Сцена берлінської вулиці, 1913 |

|                       |
| Потсдамер-Платц, 1914 |

|                             |
| Бранденбурзькі ворота, 1915 |

|                            |
| Портрет себе хворого, 1918 |

|                 |
| Два брати, 1921 |

|                             |
| Пейзаж Базеля і Рейна, 1921 |